# Liste des résolutions du Conseil de sécurité des Nations unies adoptées en 2002
Les résolutions du Conseil de sécurité des Nations unies sont les décisions qui sont votées par le Conseil de sécurité des Nations unies.
Une telle résolution est acceptée si au moins neuf des quinze membres (depuis le 17 décembre 1963, 11 membres avant cette date) votent en sa faveur et si aucun des membres permanents qui sont la Chine, les États-Unis, la France, le Royaume-Uni et la Russie (l'Union soviétique avant 1991) n'émet de vote contre (qui est désigné couramment comme un veto).

## Résolutions 1387 à 1389
- Résolution 1387 : la situation en Croatie.
- Résolution 1388 : la situation en Afghanistan.
- Résolution 1389 : la situation en Sierra Leone.

## Résolutions 1390 à 1399
- Résolution 1390 : la situation en Afghanistan.
- Résolution 1391 : la situation au Moyen-Orient.
- Résolution 1392 : la situation au Timor oriental.
- Résolution 1393 : la situation en Géorgie.
- Résolution 1394 : la situation concernant le Sahara occidental.
- Résolution 1395 : la situation au Liberia.
- Résolution 1396 : la situation en Bosnie-Herzégovine.
- Résolution 1397 : la situation au Moyen-Orient, y compris la question de Palestine.
- Résolution 1398 : la situation entre l'Érythrée et l'Éthiopie.
- Résolution 1399 : la situation en République démocratique du Congo.

## Résolutions 1400 à 1409
- Résolution 1400 : la situation en Sierra Leone.
- Résolution 1401 : la situation en Afghanistan.
- Résolution 1402 : la situation au Moyen-Orient, y compris la question de Palestine.
- Résolution 1403 : la situation au Moyen-Orient, y compris la question de Palestine.
- Résolution 1404 : la situation en Angola.
- Résolution 1405 : la situation au Moyen-Orient, y compris la question de Palestine.
- Résolution 1406 : la situation concernant le Sahara occidental.
- Résolution 1407 : la situation en Somalie.
- Résolution 1408 : la situation en Liberia.
- Résolution 1409 : la situation entre l'Irak et le Koweït.

## Résolutions 1410 à 1419
- Résolution 1410 : la situation au Timor oriental. Création de la Mission d'appui des Nations unies au Timor oriental.
- Résolution 1411 : tribunal pénal international pour l’ex-Yougoslavie et Tribunal Pénal International pour le Rwanda.
- Résolution 1412 : la situation en Angola.
- Résolution 1413 : la situation en Afghanistan.
- Résolution 1414 : admission d'un nouveau Membre : la république démocratique du Timor oriental.
- Résolution 1415 : la situation au Moyen-Orient.
- Résolution 1416 : la situation à Chypre.
- Résolution 1417 : la situation en République démocratique du Congo.
- Résolution 1418 : la situation en Bosnie-Herzégovine.
- Résolution 1419 : la situation en Afghanistan.

## Résolutions 1420 à 1429
- Résolution 1420 : la situation en Bosnie-Herzégovine.
- Résolution 1421 : la situation en Bosnie-Herzégovine.
- Résolution 1422 : le maintien de la paix par les Nations unies.
- Résolution 1423 : la situation en Bosnie-Herzégovine.
- Résolution 1424 : la situation en Croatie.
- Résolution 1425 : la situation en Somalie.
- Résolution 1426 : admission d'un nouveau Membre : la Confédération suisse.
- Résolution 1427 : la situation en Géorgie.
- Résolution 1428 : la situation au Moyen-Orient.
- Résolution 1429 : la situation concernant le Sahara occidental.

## Résolutions 1430 à 1439
- Résolution 1430 : la situation entre l'Érythrée et l'Éthiopie.
- Résolution 1431 : tribunal pénal international pour le Rwanda.
- Résolution 1432 : la situation en Angola.
- Résolution 1433 : la situation en Angola.
- Résolution 1434 : la situation entre l'Érythrée et l'Éthiopie.
- Résolution 1435 : la situation au Moyen-Orient, y compris la question de Palestine.
- Résolution 1436 : la situation en Sierra Leone.
- Résolution 1437 : la situation en Croatie.
- Résolution 1438 : la menace à la paix et à la sécurité internationales résultant d'actes terroristes.
- Résolution 1439 : la situation en Angola.

## Résolutions 1440 à 1449
- Résolution 1440 : la menace à la paix et à la sécurité internationales résultant d'actes terroristes.
- Résolution 1441 : la situation entre l'Irak et le Koweït.
- Résolution 1442 : la situation à Chypre
- Résolution 1443 : la situation entre l'Irak et le Koweït.
- Résolution 1444 : la situation Afghanistan.
- Résolution 1445 : la situation concernant la République démocratique du Congo.
- Résolution 1446 : la situation en Sierra Leone.
- Résolution 1447 : la situation entre l'Irak et le Koweït.
- Résolution 1448 : la situation en Angola.
- Résolution 1449 : établissement de la liste des candidats aux charges de juge au Tribunal international pour le Rwanda.

## Résolutions 1450 à 1454
- Résolution 1450 : menaces à la paix et à la sécurité internationales résultant d'actes terroristes.
- Résolution 1451 : la situation au Moyen-Orient.
- Résolution 1452 : menaces à la paix et à la sécurité internationales résultant d'actes terroristes.
- Résolution 1453 : la situation Afghanistan.
- Résolution 1454 : la situation entre l'Irak et le Koweït.